# August Liessem
August Liessem (* 8. Oktober 1883 in Rheinfeld (Dormagen); † 23. Juli 1951 in Bonn) war ein preußischer Verwaltungsbeamter und Landrat.

## Leben und Herkunft
August Liessem war ein Sohn des Gutspächters Carl Liessem und dessen Ehefrau Paula, geb. Gunkel. Nach dem Besuch eines Gymnasiums in Neuss absolvierte er 1903/06 in Heidelberg, München und Bonn ein Studium der Rechtswissenschaften. Er war Mitglied der katholischen Studentenverbindungen KDStV Arminia Heidelberg (seit 1903), KDStV Bavaria Bonn und Mitgründer der KDStV Staufia Bonn, alle im CV.  Am 13. Oktober 1906 legte er seine Erste juristische Prüfung ab, worauf er am 30. Oktober zum Gerichtsreferendar ernannt wurde, die Große Staatsprüfung folgte am 14. April 1913. Im Anschluss wurde er am Amtsgericht Düsseldorf als Rechtsanwalt zugelassen und im September 1922 wurde er probehalber Justitiar bei der Regierung Düsseldorf. Am 1. März 1923 wurde er dort zum Regierungsassessor ernannt und es erfolgte eine Übernahme in die allgemeine Landesverwaltung. Im August 1923 wechselte er zur Regierung Aachen, im Mai 1924 wieder zur Regierung Düsseldorf, bevor er am 18. August 1924 vertretungsweise mit der Verwaltung des Landratsamtes im Kreis Daun betraut wurde. Am 30. November 1924 erhielt er die Ernennung zum Regierungsrat gefolgt von der definitiven Bestallung zum Landrat im Kreis Daun. Zum 29. Juni 1933 wurde er in den einstweiligen Ruhestand versetzt und im April 1934 aufgrund des Berufsbeamtengesetzes (BBG) dann gänzlich in den Ruhestand verabschiedet. Am 8. April 1942 wurde er als Widerrufsbeamter Dezernent bei der Feststellungsbehörde in Saarburg. Nach Ende des Zweiten Weltkriegs wurde er als Justitiar beim Oberpräsidium der Nord-Rheinprovinz übernommen, wo er später in die Landwirtschaftliche Abteilung wechselte. Nach seiner Ernennung zum Oberregierungsrat am 14. Juli 1947 wechselte er nach einiger Zeit zur Landwirtschaftskammer Rheinland, wo er erst Leiter der Verwaltungsabteilung und nach Dienstende in die Rente verabschiedet wurde.

## Tätigkeit als Landrat in Daun (1924/33)
Nach der Währungsreform im November 1923 war ihm ein wichtiges Anliegen, die durch den Ersten Weltkrieg und die Inflation verursachten Schäden zu beheben und dafür zu sorgen, dass die fast niederliegende Wirtschaft wieder mit neuem Schwung belebt wurde. Ein erstes Ziel war die Instandsetzung der hiesigen Provinzialstraßen sowie der Verbindungsstraße zwischen Daun und Bitburg und die Bekämpfung der Arbeitslosigkeit im Kreis.
Aufgrund einer Missernte im Jahr 1924 wurde vom Kreisausschuss in einer Notstandsaktion die Beschaffung von Saatgetreide beschlossen, was später auf den ganzen Regierungsbezirk Trier ausgedehnt wurde. Ferner ließ Liessem den 1922 begonnenen Bau der elektrischen Kreisüberlandzentrale bis 1925 fast vollständig fertigstellen, was zu erheblichen finanziellen Belastungen führte und die erforderliche Mittelbeschaffung schwierig gestaltete.
- Von 1923 bis 1928 wurde die heutige Bundesstraße 257 zwischen Daun, Meisburg und Badem als Provinzialstraße ausgebaut.[3]
- 1928/29 wurde die Landwirtschaftsschule gebaut und 1930 erfolgte der Bau eines Isolierhauses durch den Kreis beim Krankenhaus Daun.[3]

Liessem förderte auch die Heimweberei in Schalkenmehren, was den Menschen zusätzliche Verdienstmöglichkeiten brachte. Einem in Berlin bei einer Ausstellung erlangter Geldpreis kam eine besondere Bedeutung zu, da dadurch die “Maartuche” aus der Eifel über den Eifelraum hinaus Bekanntheit erlangten. Einer der bedeutendsten Entschlüsse von ihm – für die er die Zustimmung des Kreistages fand – war die im Jahr 1928 aufgenommene Anleihe des Kreises zur Förderung des Wohnungsbaus. Der hierdurch erzielte Betrag von 300.000 Reichsmark wirkte sich wesentlich auf die Bautätigkeit aus. Schon wenige Monate nach der Machtergreifung durch die Nationalsozialisten im Jahr 1933 musste Liessem, wie es hieß, „seinen Platz in der Leopoldstraße in Daun einem Träger der braunen Uniform überlassen“.

## Politik
Liessem war politisch Anhänger der Deutschen Zentrumspartei.

## Familie
August Liessem heiratete am 25. November 1914 in Waldorf (Bornheim) Maria, geb. Jüssen (* 5. Januar 1894; † 10. Januar 1961), Tochter des Gutspächters Johann Jüssen und dessen Ehefrau Eleonore, geb. Boden.